# キョス

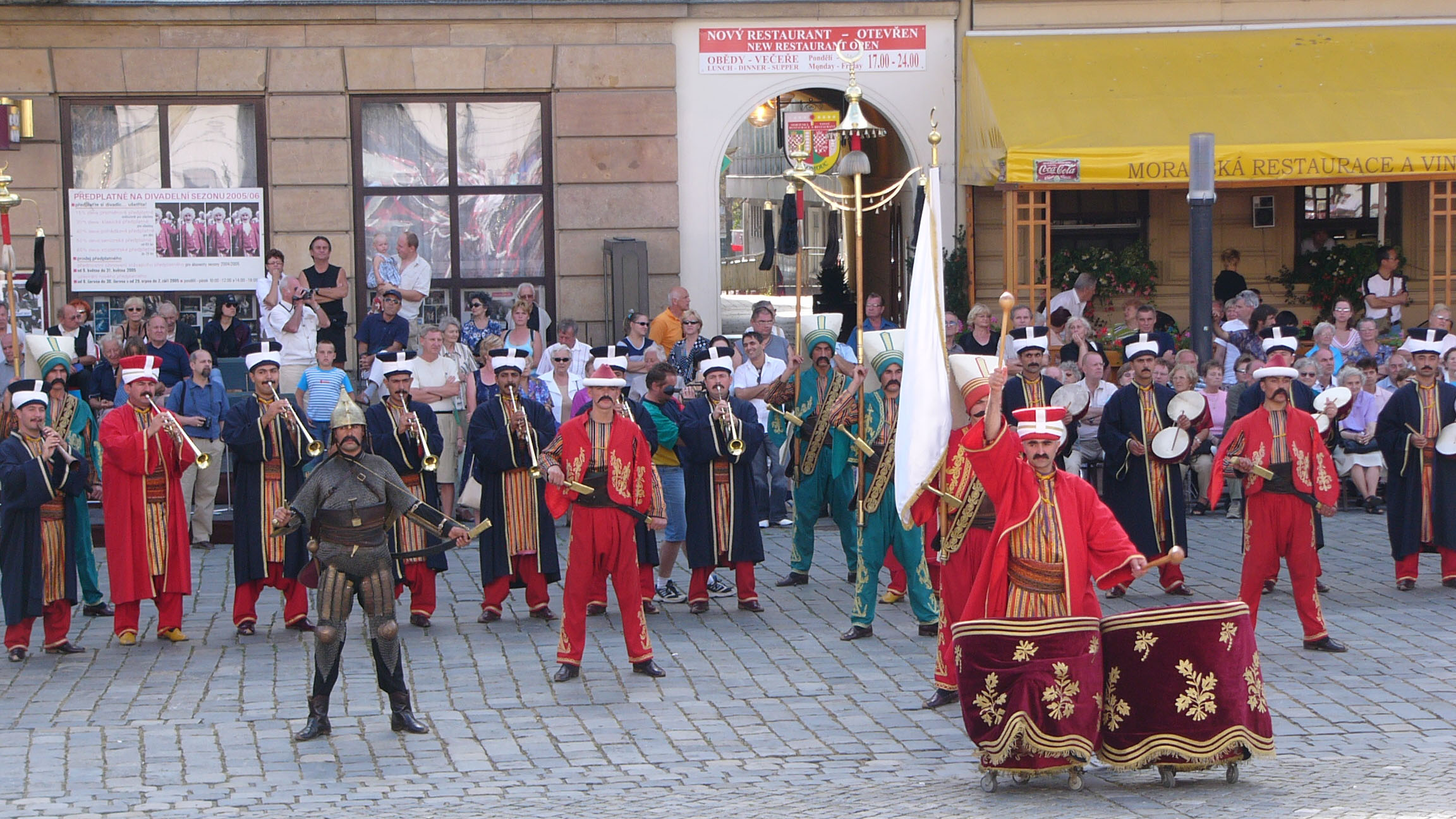
メフテルハーネで演奏されるキョス（右手前）

キョス（ペルシア語: کوس, 音写: kūs, トルコ語: Kös）は、メフテルや軍事音楽で使用される大型の太鼓。

## 概要
銅製の鍋型の胴に革を張った太鼓で、2つを一組として使用される。
メフテルの中でも、特に軍隊の権威などを象徴する楽器として重要視されており、ラクダやゾウの背中に乗せて演奏することもあった。
また、ティンパニの原型となった楽器でもある。